# Route départementale 10 (Yvelines)
Pour les articles homonymes, voir Route départementale 10 et D10.
La route départementale 10 ou D 10, est un axe est-ouest situé à l'est du département des Yvelines et dont l'importance est restreinte à la circulation routière locale. Il s'agit d'un tronçon de l'ancienne RN 10.
Sa partie est est une portion de ce qui s'appelait la Grande route construite en 1686, donc sous Louis XIV, pour relier Paris au château de Versailles.
Elle supporte deux flux de circulation relativement distincts :
- le tronçon est, situé sur les villes limitrophes de Viroflay et de Versailles assure, d'une part, avec la RD 910 qui est son prolongement dans les Hauts-de-Seine, la liaison entre l'agglomération versaillaise et les villes de Chaville, Sèvres et Boulogne-Billancourt et, d'autre part, la fonction de circulation citadine, reliant la ville voisine de Viroflay et les quartiers versaillais de Montreuil, en son nord, et de Porchefontaine, en son sud, au centre administratif de la ville, le carrefour de l'hôtel de ville, intersection de l'avenue de Paris (la D 10 elle-même) et des avenues du Général-de-Gaulle et de l'Europe
- la partie ouest draine une grande partie de la circulation des habitants autour de Saint-Cyr-l'École ainsi que le trafic de la route départementale 11 vers Versailles.

## Itinéraire
Dans le sens est-ouest, les communes traversées sont :
- Viroflay, début de la D 10, sous le nom d'avenue du Général-Leclerc, à la limite de Chaville dans le prolongement de la D 910 des Hauts-de-Seine, passage, au carrefour du Général-Jean-de-Lattre-de-Tassigny, sous les arcades de Viroflay, viaduc de la ligne du Transilien Paris Saint-Lazare et début au carrefour du Général-Alphonse-Juin de la route départementale 183 (vers Versailles Montreuil puis quartier Notre-Dame)
- Versailles :
  - entrée au carrefour de la place Louis-XIV où commence la route départementale 56 (vers Vélizy-Villacoublay)
  - avenue de Paris, passage à proximité (150 m) de la gare de Porchefontaine et devant le domaine de Montreuil, le lycée La Bruyère, la Chambre de Commerce et d'Industrie et la Préfecture des Yvelines puis croisement-fusion sur 200 m avec la route départementale 186
  - avenue du Général-de-Gaulle, à gauche au carrefour devant l'hôtel de ville de Versailles, passage devant la gare de Versailles-Château-Rive-Gauche et la gare routière de la place Lyautey
  - rue Royale après le carrefour avec l'avenue de Sceaux
  - rue du Général-Leclerc et passage devant la rue de la Cathédrale à l'extrémité de laquelle (100 m) se trouve la cathédrale Saint-Louis
  - rue de l'Orangerie à partir du carrefour de la rue du Maréchal-Joffre qui marque le début de la route départementale 91 (vers Cernay-la-Ville)
  - route de Saint-Cyr à partir du carrefour de la rue de l'Indépendance-Américaine et passage entre l'aile sud du château de Versailles et la pièce d'eau des Suisses
  - avenue de la Division-Leclerc qui longe le sud du parc du château et passe devant l'établissement versaillais de l'INRA
- Saint-Cyr-l'École : la D 10 conserve le nom d'avenue de la Division-Leclerc en entrant dans la ville et un passage souterrain peut être emprunté pour franchir le carrefour où commence la route départementale 7 (vers Le Port-Marly) et la route départementale 11 (vers Septeuil) et à proximité duquel se trouve la gare de Saint-Cyr ; elle prend ensuite le nom d' avenue Pierre-Curie, franchit en passage supérieur la ligne ferroviaire Versailles - Plaisir puis la liaison ferroviaire pour marchandises entre Saint-Quentin-en-Yvelines et Fontenay-le-Fleury juste avant le carrefour où commence la route départementale 135 (vers Bois-d'Arcy) ; en sortie de ville, la route s'infléchit nettement en direction du sud-ouest et un échangeur permet l'accès à la route départementale 129 (Saint-Cyr-l'École l'Épi d'Or - Bois-d'Arcy)
- Guyancourt : la voie ouest-est de la D 10 se trouve sur la commune à l'endroit de l'échangeur avec la D 129, la voie est-ouest sert de limite communale avec Montigny-le-Bretonneux ; la D 10 croise en passage inférieur la route nationale 12 sans communiquer directement avec elle
- Montigny-le-Bretonneux :
  - Avenue Paul-Delouvrier à partir du croisement avec la route départementale 127 (Bois-d'Arcy - Voisins-le-Bretonneux) par un carrefour et passe devant la gare de Saint-Quentin-en-Yvelines - Montigny-le-Bretonneux et la gare routière de Saint-Quentin-en-Yvelines
  - Croisement de l'autoroute A12 et fin de la D 10 à sa jonction avec la route nationale 10 au lieu-dit les Quatre-Pavés-du-Roi.